# Perelhal
Perelhal es una freguesia portuguesa del concelho de Barcelos, con 7,34 km² de superficie y 1603 habitantes (2001). Densidad de población: 218,4 hab/km².